# Suimanga esplèndid
El suimanga esplèndid (Cinnyris coccinigastrus) és un ocell de la família dels nectarínids (Nectariniidae).

## Hàbitat i distribució
Viu a les sabanes del Senegal, Gàmbia, sud-oest de Mali, Burkina Faso, Guinea, Sierra Leone, Libèria, Costa d'Ivori, Ghana, Togo, Benín, Nigèria, Camerun, el Gabon, nord i nord-est de la República Democràtica del Congo, República Centreafricana, oest de Sudan del Sud i Uganda.